# Neoacasta laevigata
Neoacasta laevigata is een zeepokkensoort uit de familie van de Archaeobalanidae.